# Myotis hasseltii
Myotis hasseltii је врста слепог миша из породице вечерњака (лат. Vespertilionidae).

## Распрострањење
Врста има станиште у Вијетнаму, Индији, Индонезији, Камбоџи, Малезији, Мјанмару, Тајланду и Шри Ланци.

## Станиште
Врста Myotis hasseltii има станиште на копну.
Врста је по висини распрострањена до 1.000 метара надморске висине.

## Угроженост
Ова врста није угрожена, и наведена је као последња брига јер има широко распрострањење.

### Популациони тренд
Популациони тренд је за ову врсту непознат.